# Mathcore
Mathcore là phong cách có nhịp điệu phức tạp và khó nghe của metalcore. Nó có nguồn gốc từ các ban nhạc như Converge, Coalesce, Botch, và The Dillinger Escape Plan. Thuật ngữ mathcore có thể gợi lên cảm tưởng về sự giống nhau với math rock. Cả math rock và mathcore đều dùng time signature (nhịp) bất thường. Các nhóm math rock như Slint, Don Caballero, Shellac, và Drive Like Jehu có vài ảnh hưởng lên mathcore, dù mathcore gần hơn với metalcore. Các nhóm mathcore nổi bật thường được cho là có liên quan tới grindcore.

## Lịch sử

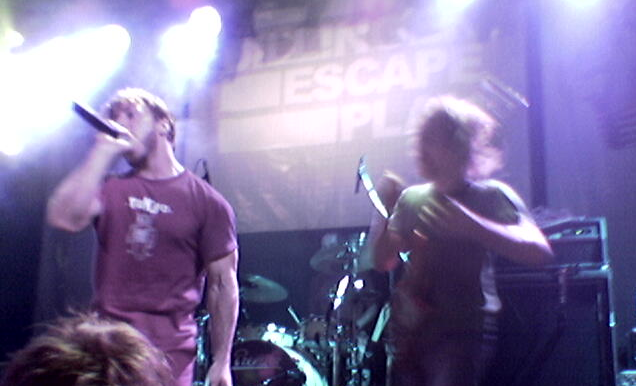
The Dillinger Escape Plan năm 2005.

Vào thập kỷ 1990, các ban nhạc hiện nay được mô tả là mathcore được nhóm lại với tên "noisecore". Kevin Stewart-Panko của tạp chí Terrorizer gọi các nhóm Neurosis, Deadguy, Cave In, Today Is the Day, The Dillinger Escape Plan, Converge, Coalesce, Candiria, Botch, và Psyopus là noisecore. Stewart-Panko mô tả các ban nhạc này là "mạnh mẽ, bạo lực, nghịch tai, kỹ thuật, tàn bạo, vô trật tự, một sự kết hợp vô luật lệ của hardcore, metal, prog, math rock, grind và jazz.
Thuật ngữ  "mathcore" là một từ hết hợp: math rock với hardcore. Các nghệ sĩ đầu tiên có sự kết hợp này là Rorschach, Starkweather, Botch, và Converge. Suốt thập kỷ 1990, nhiều nhóm nhạc nổi lên: Cave In từ Massachusetts, Cable từ Connecticut, Coalesce từ thành phố Kansas, và Knut từ Thụy Sĩ. Thật ngữ mathcore được đặt ra khi The Dillinger Escape Plan phát hành album phòng thu đầu tay Calculating Infinity (1999). The Dillinger Escape Plan thường được xem là nghệ sĩ "tiên phong" của mathcore. Tiền "mathcore", phong cách này được gán cho "noisecore", mặc dù thể loại này đã tồn tại trước đó.
Đầu thập kỷ 2000, những cách nhạc mathcore khác xuất hiện. Các nhạc phẩm thời kỳ đầu của Norma Jean được so sánh với Converge và Botch. Các ban nhạc mathcore ảnh hưởng bởi các ban nhạc tiên phong là Car Bomb, The Locust, Daughters, Some Girls, Look What I Did, và The Number Twelve Looks Like You,.